# C.I.A. (band)
C.I.A. (Cru' in Action!) is een Amerikaanse voormalige hiphopgroep waarmee de carrière van de Amerikaanse rapper Ice Cube begon.
De groep bestond uit Ice Cube, Sir Jinx en Kid Disaster. Sir Jinx zorgde voor de muziek, terwijl Cube het rappen deed. C.I.A. trad voornamelijk op op houseparty's gegeven door Dr. Dre van de World Class Wreckin' Cru. In 1987 kwam de enige muziekuitgave van C.I.A. uit, de ep getiteld My Posse.